# John Maitland
John Maitland, 1º Duque e segundo Conde de Lauderdale, 3º Senhor de Thirlestane KG PC (Lennoxlove House, 24 de maio de 1616 – Royal Tunbridge Wells, agosto de 1682) foi um político escocês e líder dentro Ministério da Cabala (grupo de altos conselheiros de Rei Charles II da Inglaterra, Escócia e Irlanda de 1668 a 1674).

## Antecedentes
Maitland era membro de uma antiga família de Berwickshire e East Lothian, o filho mais velho sobrevivente de John Maitland, 2º Lord Maitland de Thirlestane (falecido em 1645) (que foi nomeado Visconde de Lauderdale em 1616, e Conde de Lauderdale, em 1624), e de Lady Isabel (1594–1638), filha de Alexander Seton, primeiro conde de Dunfermline e bisneto de Sir Richard Maitland de Lethington, o poeta.

## Covenanter
Maitland começou a vida pública como um aderente zeloso da Presbiteriana causa, tomou o Pacto, sentou-se como um ancião na Assembléia Geral da Igreja da Escócia em St Andrews em julho de 1643, e foi enviado para o Reino da Inglaterra como um Comissário para a Covenant em agosto e para participar da Assembleia de Westminster em novembro.

## Conselheiro Privado em dois reinos
Em fevereiro de 1644 ele foi membro do Conselho Privado da Inglaterra e do Conselho Privado da Escócia, e em 20 de novembro foi um dos comissários nomeados para se encontrar com o rei em Uxbridge, quando ele fez esforços para persuadir o Rei Carlos I a concordar com o estabelecimento do presbiterianismo. Em 1645, ele aconselhou Carlos a rejeitar as propostas dos independentes, e em 1647 ele estava em Londres quando as propriedades escocesas em Edimburgo ordenaram a rendição do rei aos escoceses.

## Segunda Guerra Civil Inglesa e a Campanha de Worcester

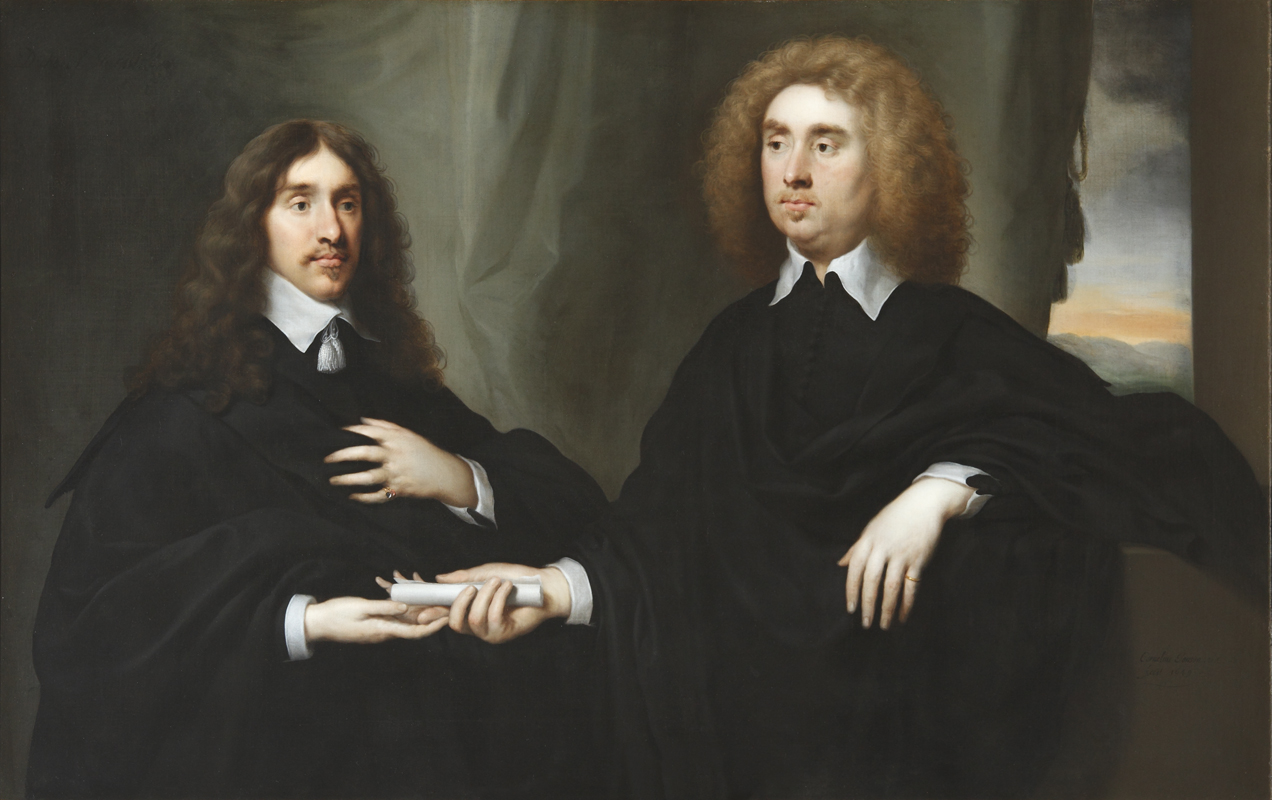
John Maitland (à direita) com William Hamilton, 2º duque de Hamilton (à esquerda) em 1649.

Depois que Carlos se rendeu aos escoceses, Lauderdale se voltou completamente para a causa do rei, teve várias entrevistas com ele e se envolveu em vários projetos para sua restauração, oferecendo a ajuda dos escoceses, com a condição do consentimento de Carlos para o estabelecimento do presbiterianismo, e em 26 de dezembro ele obteve de Carlos no Castelo de Carisbrooke "O Compromisso" pelo qual o Presbiterianismo seria estabelecido por três anos, os cismáticos seriam suprimidos e os Atos do Parlamento da Escócia ratificados, o rei, além disso, prometendo admitir o Os nobres escoceses conseguem empregos públicos na Inglaterra e residem frequentemente na Escócia.
Retornando à Escócia, na primavera de 1648, Lauderdale juntou-se ao partido de Hamilton em aliança com os monarquistas ingleses. Sua derrota na Batalha de Preston adiou a chegada de Carlos, Príncipe de Gales, mas Lauderdale teve uma entrevista com o príncipe nos Downs em agosto, e a partir deste período obteve influência suprema sobre o futuro rei. Ele persuadiu o Príncipe Carlos mais tarde a aceitar o convite para a Escócia de Archibald Campbell, a facção do Marquês de Argyll, acompanhou-o até lá em 1650 e na expedição à Inglaterra, e foi feito prisioneiro na Batalha de Worcester em 1651.

## Interregnum

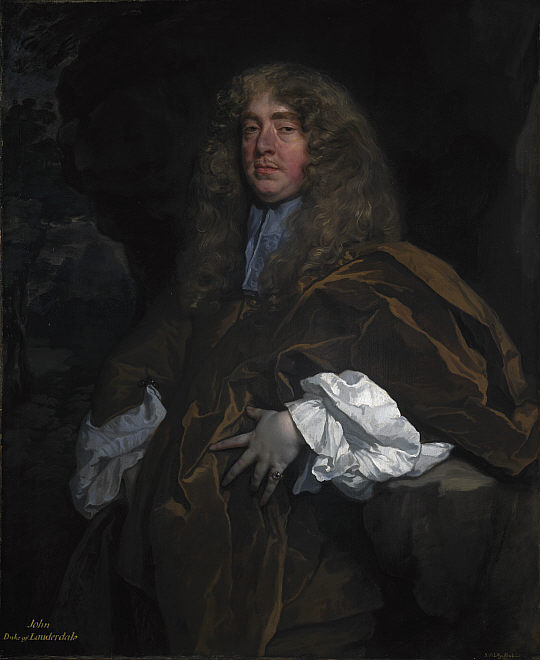
John Maitland, primeiro duque de Lauderdale, pintado por volta de 1665 por Sir Peter Lely.

Lauderdale permaneceu confinado desde sua captura em Worcester até março de 1660. Ele foi isento do Ato de Graça de Cromwell, segundo o qual suas propriedades foram confiscadas por Oliver Cromwell, o Lorde Protetor. Isso foi uma sorte para ele, porque as propriedades confiscadas foram devolvidas aos seus proprietários, enquanto as vendas de terras para pagar multas não foram revertidas na Restauração.

## Restauração
Pouco antes da restauração, ele se juntou a Carlos II em maio de 1660 em Breda, Holanda, e apesar da oposição de Edward Hyde, o primeiro conde de Clarendon e George Monck, foi nomeado secretário de Estado da Escócia.

## Conselheiro do rei
Desse momento em diante, ele manteve seu domínio sobre o rei, foi alojado em Whitehall, "nunca foi ouvido nem conselho do rei", e manteve sua posição contra seus numerosos adversários por uma destreza astuta em lidar com os homens, um destemido inescrupulosidade e uma força de vontade robusta, que superou todas as oposições. Embora um homem de considerável erudição e realização intelectual, ele era autoritário e estava determinado a implementar as instruções do rei.
Ele abandonou Argyll ao seu destino, permitiu, se ele não ajudasse na restauração do episcopado na Escócia, e depois de triunfar sobre todos os seus oponentes na Escócia, puxou para suas próprias mãos toda a administração daquele reino, e passou a impô-lo a supremacia absoluta da coroa em Kirk e estado, restaurando a nomeação dos senhores dos artigos ao rei e iniciando medidas severas contra os Covenanters. Em 1669 ele pôde gabar-se com verdade de que "o rei agora é o senhor aqui em todas as causas e sobre todas as pessoas".

## O Ministério da Cabala

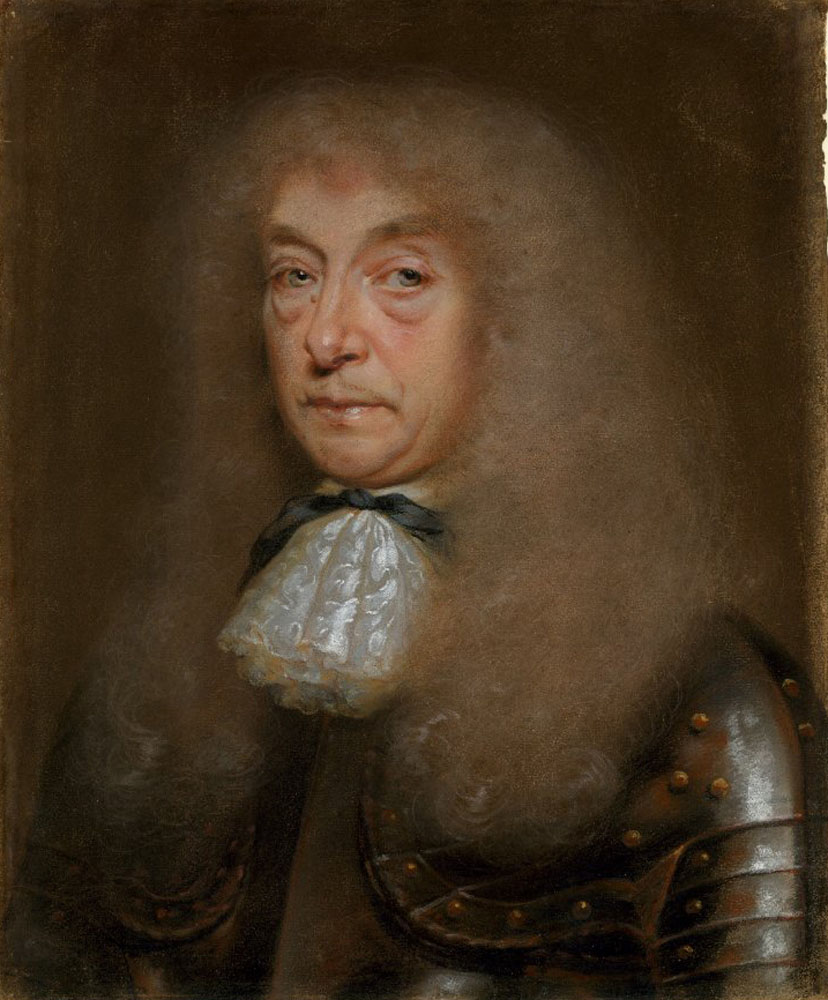
John Maitland foi nomeado duque de Lauderdale e conde de março em 2 de maio de 1672.

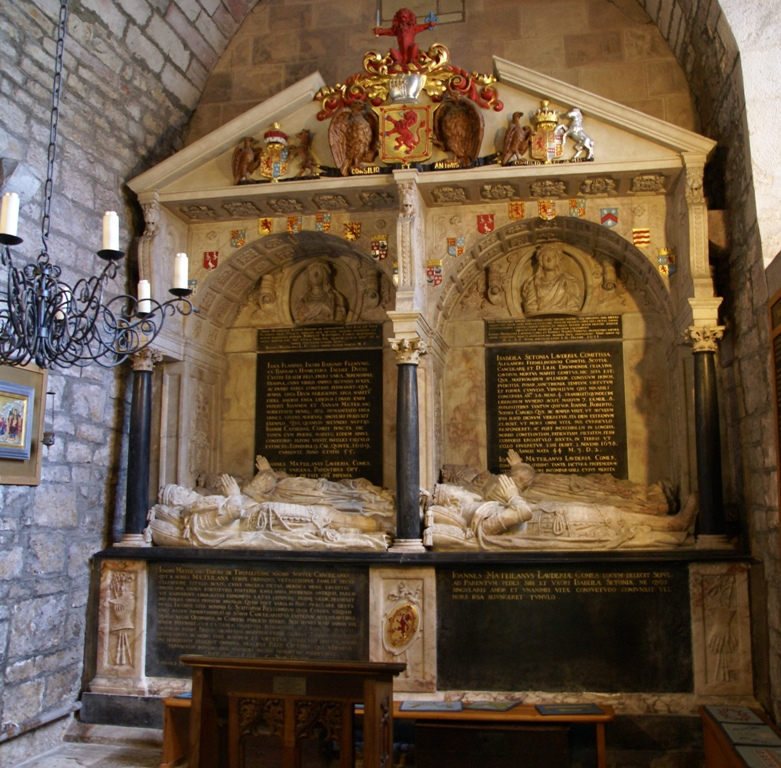
O túmulo de Maitland, Igreja de Santa Maria, Haddington.

Seu próprio poder estava agora no auge, e sua posição como o favorito de Carlos II, controlado por nenhuma consideração de patriotismo ou estadista, e completamente independente do parlamento inglês, lembrava os piores escândalos e abusos do governo Stuart antes da Guerra Civil Inglêsa.
Ele era um membro do Ministério da Cabala, mas tinha pouca participação nos assuntos ingleses, e sendo um presbiteriano não foi confiado o primeiro tratado secreto de Dover, mas deu apoio pessoal a Carlos em suas degradantes demandas por pensões de Luís XIV. Em 2 de maio de 1672 foi nomeado duque de Lauderdale e conde de março, e em 3 de junho Cavaleiro da Jarreteira.
Em 1673, com a renúncia de James, duque de York em conseqüência do Test Act, ele foi nomeado Lorde Comissário do Almirantado. Em outubro, ele visitou a Escócia para suprimir os dissidentes e obter dinheiro para a Terceira Guerra Anglo-Holandesa. As intrigas organizadas por Anthony Ashley-Cooper, primeiro conde de Shaftesbury, contra seu poder em sua ausência, e os ataques feitos contra ele na Câmara dos Comuns em janeiro de 1674 e abril de 1675, foram igualmente tornados fúteis pelo apoio constante de Carlos e James.
Em 25 de junho de 1674 foi nomeado Conde de Guilford e Barão Petersham no Pariato da Inglaterra. Como suas medidas ferozes não conseguiram suprimir os conventículos na Escócia, ele convocou em seu auxílio em 1677 um bando de Highlanders, que foram enviados para o país ocidental. Em conseqüência, um grande grupo de nobres escoceses foi para Londres, fez causa comum com a Facção do País Inglês e obrigou Carlos a ordenar a dispersão dos saqueadores. Em maio de 1678, outra demanda feita na Câmara dos Comuns para a remoção de Lauderdale foi derrotada devido à influência da corte, por uma margem de apenas um único voto.
Ele manteve seus triunfos quase até o fim. Na Escócia, que visitou imediatamente após essa vitória no Parlamento da Inglaterra, ele superou toda a oposição às demandas de dinheiro do rei. Outro endereço para sua remoção da Câmara dos Comuns na Inglaterra foi suprimido pela dissolução do parlamento em 26 de maio de 1679, e um novo ataque contra ele, pelo partido escocês e a facção de Shaftesbury combinados, também falhou. Mais tarde naquele verão em 22 de junho de 1679, a última tentativa dos Covenanters foi reprimida na Batalha de Bothwell Brig.

## Renúncia
Após um derrame ou ataque cardíaco no início de 1680, sua saúde e habilidades falharam levando Lauderdale a renunciar em outubro daquele ano o lugar e poder pelo qual ele havia lutado com sucesso por tanto tempo. Seu voto dado pela execução de Lord Stafford em 29 de novembro provocou o descontentamento do duque de York.

## Vida pessoal

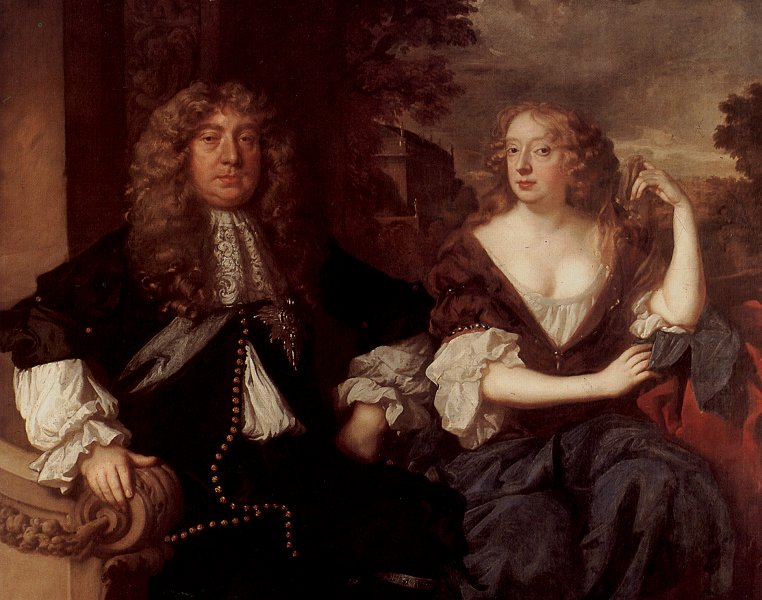
John Maitland (à esquerda) casou -se com Elizabeth Murray (à direita) em 1672 após a morte de sua primeira esposa, Anne Home.

O primeiro casamento de Lauderdale foi com Lady Anne Home, filha de Alexander Home, 1º Conde de Home e Mary (Dudley) Sutton, de quem teve uma filha, Mary, que se casou com John Hay, 2º Marquês de Tweeddale.
Em 1672, após a morte de sua esposa em Paris, ele se casou com Elizabeth, condessa de Dysart por seus próprios méritos, filha de William Murray, primeiro conde de Dysart, e agora viúva de Sir Lionel Tollemache. Entre seus enteados estava o general Thomas Tollemache. Ele não deixou nenhum herdeiro homem, conseqüentemente seu ducado e seus títulos ingleses foram extintos, mas ele foi sucedido no condado por seu irmão Charles Maitland, 3º conde de Lauderdale.